# Castillo de ladera

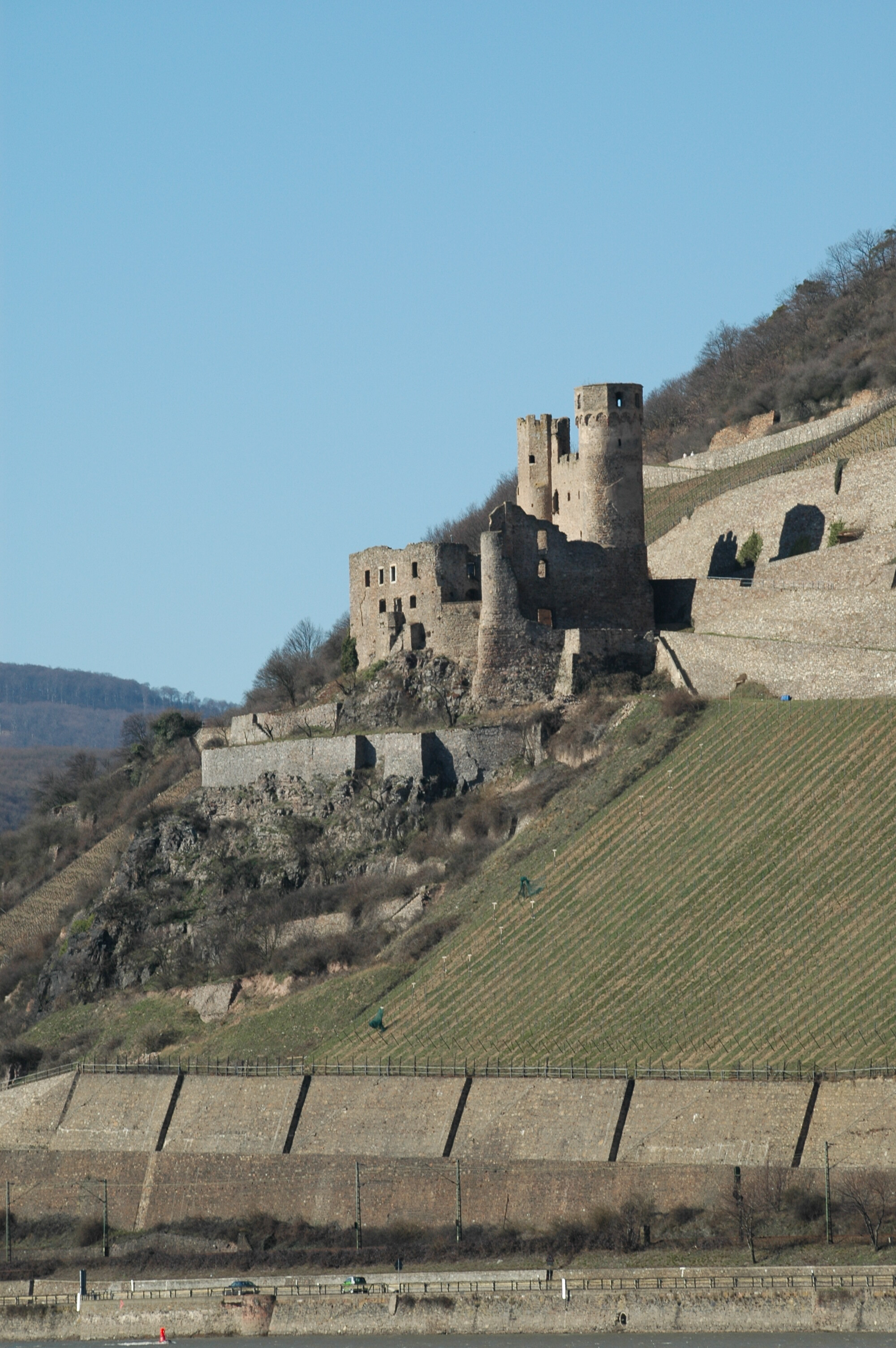
Castillo de Ehrenfels, en el valle superior del Rin, Hesse, Alemania.

Un castillo de ladera (en alemán: Hangburg) es un castillo construido en la ladera de una colina elevado sobre gran parte del terreno circundante pero por debajo de la propia cima. Es, pues, una especie de castillo de colina y surgió en Europa en la segunda mitad del siglo XI. Debido al peligro particular para el lugar que implicaban los ataques al castillo desde el terreno elevado sobre él, este punto débil generalmente está fuertemente protegido por un muro de escudo o un bergfried. A menudo se utilizó una combinación de estos dos obras defensivas pasivas.
La ventaja de un castillo de ladera era que su pozo era mucho menos profundo que el de un castillo de cima. La perforación del pozo era a menudo el elemento más caro y que requería más tiempo en la construcción de un castillo. Sin embargo, a menudo se aseguraba su suministro de agua con la ayuda adicional de acémilas como animales de carga, lo que implicaba la construcción de sendas especiales para los burros.
Hay numerosos castillos de ladera de los Altiplanos Centrales de Alemania, especialmente en los valles de arroyos y ríos, por ejemplo, en el Rin Medio. A menudo se construían como puestos de aduanas (Zollburgen) y se encontraban cerca de las rutas comerciales. En total, representan menos del 1% de todos los castillos medievales clasificados por ubicación topográfica, porque tenían enormes desventajas estratégicas como resultado de estar dominados por terrenos más altos en el lado de la colina.
Mientras que los castillos de cima tienden a tener una buena visibilidad con otros castillos cercanos, la vista restringida de los castillos de ladera como el castillo de Ewloe implica que fueron usados para monitorear el movimiento a lo largo de rutas de transporte.
Ejemplos de castillos de laderas son el castillo de Katz en Sankt Goarshausen, el castillo de Ehrenfels en Rüdesheim y el Rietburg cerca de Rhodt unter Rietburg en el Palatinado.